# طاعنة الأسنان
طعَّانة الأسنان (الاسم العلمي: Smilodontini) هي قبيلة منقرضة من أسرة ذات الأسنان السيفية من مجموعة سنوريات سيفية الأنياب. لقد كانت تستوطن أمريكا الجنوبية وأمريكا الشمالية وأوروبا وآسيا وإفريقيا خلال العصر الميوسيني إلى العصر البليستوسين. من 10.3 مليون - منذ 11000 سنة، موجودة منذ حوالي 10.289 مليون سنة. من أشهر أنواعها هو جنس سميلودون وميجانتيريون.